# Slavkovica
Slavkovica (en serbe cyrillique : Славковца) est un village de Serbie situé dans la municipalité de Ljig, district de Kolubara. Au recensement de 2011, il comptait 569 habitants.

### Liens externes

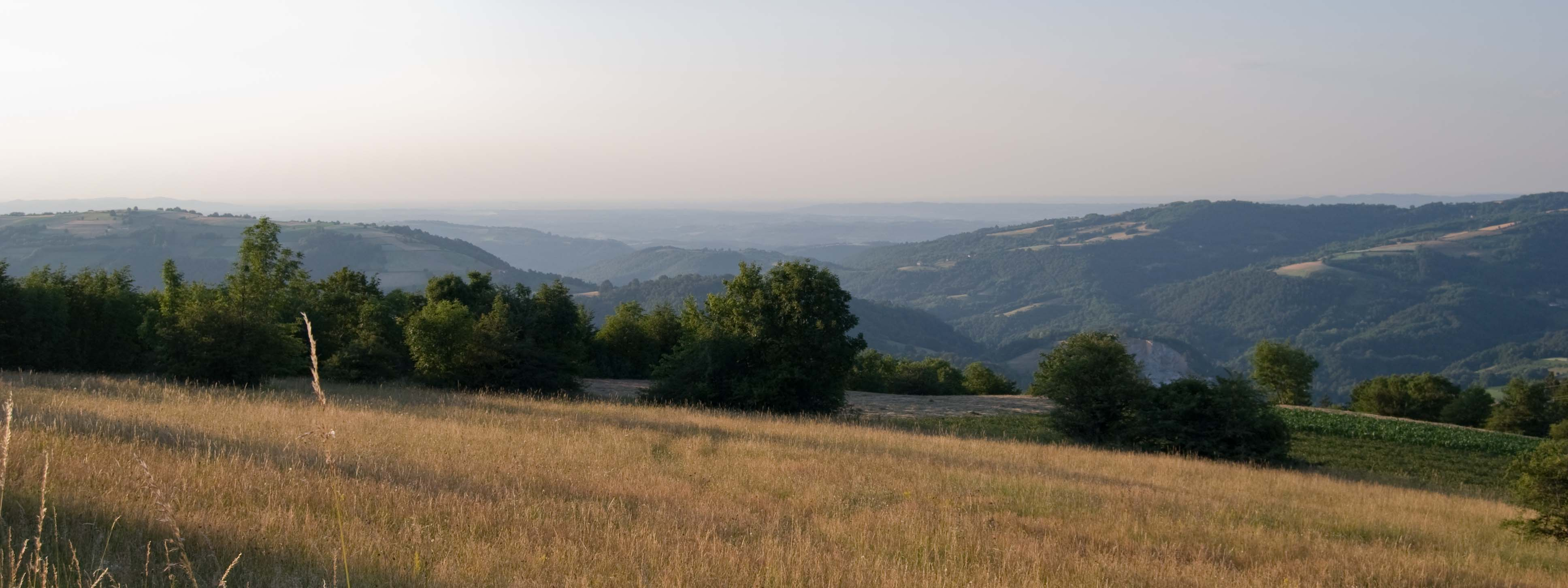
Les monts Rajac à Slavkovica et Ba

## Démographie

### Évolution historique de la population
| 1948  | 1953  | 1961  | 1971  | 1981  | 1991 | 2002 | 2011 |
| ----- | ----- | ----- | ----- | ----- | ---- | ---- | ---- |
| 1 249 | 1 350 | 1 308 | 1 180 | 1 034 | 859  | 741  | 569  |

|  |